# 곽선희
곽선희(郭善熙, 1933년 6월 12일 ~ )는 대한민국의 개신교 목사로 대한예수교장로회(통합) 소속이다. 현재 소망교회 원로목사로 사역하고 있다.

## 주요 이력
그는 이북에 공산정권이 들어서자 가족이 월남을 하였고, 그 과정에서 부친이 눈 앞에서 공산군의 총에 맞아 숨졌다. 1991년 9월 24일에는 곽선희 목사가 개인 자격으로 대한민국 정부의 허락을 받아 조선민주주의인민공화국을 방문하여 남북 개신교 간의 교류를 모색하기도 하였다.
곽선희 목사가 담임으로 있을 때 소망교회가 크게 성장했다. 곽선희 목사는 '설교의 달인'이라는 평을 들을 정도로 설교를 통해 성공한 목사로 알려져 있다. 그는 교회가 부흥하려면 설교를 잘해야 한다면서 교회가 안 되는 것은 행정이나 행사 탓이 아니라 설교를 잘 못하기 때문이라고 강조했다.
그러나 그의 설교가 개인주의, 영웅주의에 국한돼 있다는 평도 있다. 한일장신대 차정식 교수는 곽 목사의 설교는 강남의 회개한 부르주아를 양산하는 장점이 있다고 꼬집고 있다. 즉 개인주의적이고 내면화된 주체적 신앙을 강조하면서 낯선 타인의 얼굴을 향해 소통과 연대를 구축하려는 공동체 운동의 노력에 찬물을 끼얹는다는 것이다. 역사에 대해서도 다수가 아닌 소수의 영웅적 역할을 강조하고 '하나님 나라'를 사후 영생의 희망으로 국한시키는 신학적 한계를 가지고 있다고 비판했다. 이는 소영웅주의적인 엘리티즘에 빠져들게 하는 문제를 낳게 된다고 한다.

## 같이 보기
- 소망교회

## 참고 자료
- 「삶에서 찾는 문화선교」, 통일을 향한 남북한 기독교인 교류, 조은식 저, 숭실대학교출판부(2009년, 145~147p)